# Darque
Darque é uma vila portuguesa sede da Freguesia de Darque do Município de Viana do Castelo, freguesia com 6,62 km²; de área e 8002 habitantes (censo de 2021), tendo, assim, uma densidade populacional de 1 208,8 hab./km².
A povoação de Darque foi elevada à categoria de vila em 1986.
Também conhecida como vila das cebolas e do bacalhau, devido à existência de uma antiga seca do bacalhau existente na freguesia, Darque é terra que dá origem à louça de Viana. Em Darque também existe uma cultura desportiva muito forte, sendo a canoagem um dos desportos mais praticados e com grandes resultados a nível nacional. Também no futebol tem uma equipa que joga nos campeonatos regionais.
Situa-se na freguesia uma praia muito afamada, a praia do Cabedelo.

## História
Embora durante muito tempo tenha sido atribuída a origem do seu nome ao facto de ter existido uma vila romana junto ao rio, dirigida por um grande senhor chamado ARQUIUS, a verdade é que nada aponta nesse sentido. Não terá existido qualquer vila romana junto ao rio, nem por aqui existiu esse senhor Arquius.
Darque foi em tempos remotos um lugar de Santa Maria das Areias. Sabe-se que já no século XIII(13) a paróquia de Santa Maria das Areias existia, dividida por 26 casais (corresponderiam a quintas, em linguagem atual) distribuídas pelos lugares da Igreja,Rio, Cabedelo, Darque Maior(hoje lugar da Nossa Senhora das Areias) e Darque Menor(área que corresponde actualmente ao centro da freguesia).
Por falta de capacidade para sustentar o abade, a freguesia de Darque foi governada por párocos de Vila Nova de Anha até 1594. Não se sabe em que ano aparece S.Sebastião como padroeiro da paróquia.
Nesse tempo o padroado fazia parte da casa de Bragança. Diz-se que no Cais Velho ainda existem hoje as ruínas dos paços dos Duques de Bragança, que não será o conhecido Mirante, dizendo a tradição que foi ali o castelo e o solar dos Macieis- fidalgos que vieram para para Portugal no século XII(12). Depois de pertencer ao concelho de Barcelos a partir de 6 de Novembro de 1836 foi integrada em Viana do Castelo. Foi no Cais Novo lugar da freguesia da Vila de Darque, que foi fundada em 1774 a famosa fábrica de Louça de Viana e já no século XX a Seca do Bacalhau.
A vila de Darque esteve sempre ligada ao rio, sobretudo pela sua utilização como via de transporte. Não está provado que, como se diz, tenha sido durante muitos anos um dos principais centros agrícolas da região. Existem referências à existência de salinas desde 1085. Também existiram em época contemporânea, estando atualmente abandonadas. Os barcos de água arriba, de velas altas, com 12 metros de comprimento, carregando até 15 toneladas, eram o meio de transporte privilegiado para o transporte e comércio de produtos a montante do rio Lima.
Existem em Darque muitas belezas naturais como o Monte do Galeão, o mar e o rio. E as suas principais atracções são a Quinta de Santoinho e a Praia do Cabedelo.
Esta é também a terra do escritor e poeta Herculano Pita Soares, que aqui nasceu 16 de Fevereiro de 1900.

## Demografia
A população registada nos censos foi:
| Ano  | 0-14 Anos | 15-24 Anos | 25-64 Anos | > 65 Anos |
| 2001 | 1449      | 1263       | 4197       | 889       |
| 2011 | 1290      | 918        | 4434       | 1175      |
| 2021 | 1134      | 866        | 4350       | 1652      |

## Política

### Eleições autárquicas
| Data | %     | V  | %      | V      | %       | V       | %      | V      | %       | V       | %     | V  | %       | V       |
| Data | PS    | PS | IND    | IND    | PPD/PSD | PPD/PSD | CDS-PP | CDS-PP | APU/CDU | APU/CDU | AD    | AD | PSD-CDS | PSD-CDS |
| ---- | ----- | -- | ------ | ------ | ------- | ------- | ------ | ------ | ------- | ------- | ----- | -- | ------- | ------- |
| 1976 | 37,51 | 4  | 27,80  | 3      | 17,91   | 1       | 9,32   | 1      |         |         |       |    |         |         |
| 1979 | 37,47 | 5  |        |        | AD      | AD      | AD     | AD     | 31,20   | 4       | 28,73 | 4  |         |         |
| 1982 | 35,06 | 5  | 35,61  | 5      | AD      | AD      | AD     | AD     | 25,16   | 3       |       |    |         |         |
| 1985 | 29,64 | 3  |        |        |         |         | 63,74  | 6      |         |         |       |    |         |         |
| 1989 | 26,11 | 2  | 25,59  | 2      | 45,59   | 5       |        |        |         |         |       |    |         |         |
| 1993 | 21,64 | 3  | 23,39  | 3      | 6,60    | 1       | 44,48  | 6      |         |         |       |    |         |         |
| 1997 | 26,68 | 4  | 34,29  | 5      | 5,86    | -       | 29,26  | 4      |         |         |       |    |         |         |
| 2001 | 38,20 | 5  | CDS-PP | CDS-PP | PPD/PSD | PPD/PSD | 21,37  | 3      | 36,51   | 5       |       |    |         |         |
| 2005 | 51,34 | 7  | 31,95  | 4      |         |         | 13,20  | 2      |         |         |       |    |         |         |
| 2009 | 44,17 | 6  | CDS-PP | CDS-PP | PPD/PSD | PPD/PSD | 22,59  | 3      | 29,56   | 4       |       |    |         |         |
| 2013 | 44,31 | 6  | 20,25  | 3      |         |         | 28,33  | 4      |         |         |       |    |         |         |
| 2017 | 37,64 | 5  | 22,41  | 3      | 6,36    | 1       | 28,09  | 4      |         |         |       |    |         |         |
| 2018 | 35,49 | 5  | 9,61   | 1      | 8,11    | 1       | 44,47  | 6      |         |         |       |    |         |         |